# Unterwegs nach Cold Mountain
Unterwegs nach Cold Mountain (Originaltitel: Cold Mountain) ist ein Roman von Charles Frazier, für den er 1997 den National Book Award erhielt.

## Handlung
Der Roman erzählt die Geschichte einer Odyssee während der letzten Monate des amerikanischen Bürgerkriegs in den 1860er Jahren.
Kurz vor dem Ausbruch des Bürgerkrieges lernen sich die gebildete Pfarrerstochter Ada Monroe und der einfache Handwerker Inman kennen. Doch der Beginn des Krieges reißt das ungleiche Paar auseinander, Inman zieht in den Krieg.
Drei Jahre lang kämpft Inman im Krieg, wo er unzählige seiner Freunde sterben sieht. Das Buch und das Foto von Ada, das ihn am Leben erhält, hütet er wie einen Schatz. Nachdem einer seiner Kameraden auf dem Schlachtfeld tödlich verwundet wird, will er diesen wegtransportieren. Jedoch wird er gerade in diesem Moment am Hals angeschossen und in ein Militärlazarett eingeliefert.
Im Lazarett kommt ihm ein Brief von Ada zu, in dem sie Inman bittet, möglichst bald zurückzukehren. Als Inmans Wunden halbwegs geheilt sind, wagt er es, aus dem Lazarett zu flüchten. Als Deserteur ist er zum Abschuss freigegeben und trifft auf seiner Reise durch ein Land der Verwüstung – immer mit dem Ziel, zurück zu seiner Geliebten in Cold Mountain zu kommen – wieder und wieder auf unerwartete Feinde.
Unterdessen versinkt Ada nach dem Tod ihres Vaters in Lethargie und steht kurz vor dem Verhungern. Da schicken Nachbarn das Mädchen Ruby vorbei, die sich schon seit Jahren mit minimalen Mitteln selbst durchschlägt. Rubys praktische Ratschläge und energische Tatkraft sowie die harte Arbeit beider Frauen ermöglichen einen langsamen Aufbau der heruntergekommenen Farm. Die Handlung folgt dem Lebensweg dieser drei Menschen, die alle auf ihre Art durch die Wirren des Krieges entwurzelt wurden.

## Adaptionen
Nach dem Oscar-gekrönten Melodram Der englische Patient und der Literaturverfilmung Der talentierte Mr. Ripley verfilmte Regisseur Anthony Minghella dieses Buch, ebenfalls unter dem Titel Unterwegs nach Cold Mountain. Für seine Adaption des Bestsellers von Charles Frazier konnte der Brite folgende Besetzung gewinnen: Oscar-Preisträgerin Nicole Kidman spielt die gebildete Ada; Renée Zellweger ist die bodenständige, selbstbewusste Freundin Ruby. Der Brite Jude Law verkörpert den Soldaten Inman, der entdeckt, dass die Liebe das Einzige ist, wofür es sich zu leben und zu sterben lohnt.
Die Oper Cold Mountain von Jennifer Higdon wurde 2015 an der Santa Fe Opera uraufgeführt und bei den International Opera Awards 2016 als beste Uraufführung ausgezeichnet.

## Ausgaben
Die Originalausgabe Cold Mountain erschien im Juni 1997 beim Verlag Avalon Travel Publishing, Emeryville, California (ISBN 0-8711-3679-1), im September 1998 als Taschenbuch bei Vintage Books, New York (ISBN 0-3757-0075-7), seither in diversen anderen Taschenbuchausgaben.
In der deutschen Übersetzung von Karina Of erschien der Roman 1997 im List-Verlag München (ISBN 3-4717-7555-2), 1999 als Diana-Taschenbuch im Heyne-Verlag (ISBN 3-4531-5252-2), 2004 noch einmal als Heyne-Taschenbuch (ISBN 3-4538-7522-2).
2003 erschien das Photobuch Cold Mountain: The Journey from Book to Film bei Newmarket Press, New York (ISBN 1-5570-4593-3), herausgegeben von Linda Sunshine, mit Photos von Phil Bray und Demmie Todd, über die Dreharbeiten.